# Тед Шрьодер
Фредерик Рудолф "Тед" Шрьодер (на английски: Frederick Rudolph „Ted“ Schroeder) е американски тенисист.

## Биография
Фредерик Рудолф Шрьодер е роден на 20 юли 1921 г. в Нюарк, Ню Джърси, но се развива като тенисист в Глендейл, Южна Калифорния под ръководството на Пери Т. Джоунс.

## Кариера
Тед Шрьодер печели двете най-престижни титли по тенис за аматьори, Уимбълдън и първенството на САЩ. Той е номер 1 в класацията на американските тенисисти аматьори през 1942 г., номер 2 за 4 последователни години от 1946 до 1949 г. През 1949 г. Шрьодер е класиран за аматьор номер 1 в света от Пиер Гилу (президент на „Fédération Française de Tennis“).
След като печели Уимбълдън, Боби Ригс и Джак Креймър предлагат на Шрьодер 25 000 щатски долара, за да стане професионалист. След като печели първенство на САЩ през 1949 г., Шрьодер приема да стане професионалист.
В автобиографията си от 1979 г. дългогодишния тенис промоутър и велик играч Джак Креймър включва Тед Шрьодер в списъка си на 21-те най-велики играчи на всички времена.
Тед Шрьодер е въведен в Международната тенис зала на славата в Нюпорт, Роуд Айлънд през 1966 г.

## Кариерна статистика

### Титлили на сингъл на турнири отГолям шлем(2)
| година | турнир    | съперник       | резултат                          |
| ------ | --------- | -------------- | --------------------------------- |
| 1942   | ОП САЩ    | Франк Паркър   | 8 – 6, 7 – 5, 3 – 6, 4 – 6, 6 – 2 |
| 1949   | Уимбълдън | Ярослав Дробни | 3 – 6, 6 – 0, 6 – 3, 4 – 6, 6 – 4 |

### Финали на сингъл на турнири отГолям шлем(1)
| година | турнир | съперник       | резултат                            |
| ------ | ------ | -------------- | ----------------------------------- |
| 1949   | ОП САЩ | Панчо Гонзалес | 18 – 16, 6 – 2, 1 – 6, 2 – 6, 4 – 6 |

### Титли на двойки в турнири от Големия шлем (3)
| година | турнир | партньор     | съперник                   | резултат            |
| ------ | ------ | ------------ | -------------------------- | ------------------- |
| 1940   | ОП САЩ | Джак Креймър | Гарднър Мълой Хенри Прусоф | 6 – 4, 8 – 6, 9 – 7 |
| 1941   | ОП САЩ | Джак Креймър | Уейн Събин Гарднър Мълой   | 9 – 7, 6 – 4, 6 – 2 |
| 1947   | ОП САЩ | Джак Креймър | Бил Талбърт Бил Сидуел     | 6 – 4, 7 – 5, 6 – 3 |

### Финали на двойки в турнири от Големия шлем (3)
| година | турнир    | партньор      | съперник                    | резултат                          |
| ------ | --------- | ------------- | --------------------------- | --------------------------------- |
| 1942   | ОП САЩ    | Сидни Уд      | Гарднър Мълой Бил Талбърт   | 5 – 7, 7 – 9, 1 – 6               |
| 1948   | ОП САЩ    | Франк Паркър  | Гарднър Мълой Бил Талбърт   | 6 – 1, 7 – 9, 3 – 6, 6 – 3, 7 – 9 |
| 1949   | Уимбълдън | Гарднър Мълой | Франк Паркър Панчо Гонзалес | 4 – 6, 4 – 6, 2 – 6               |

### Титли на смесени двойки в турнири от Големия шлем (1)
| година | турнир | партньор | съперник                       | резултат            |
| ------ | ------ | -------- | ------------------------------ | ------------------- |
| 1942   | ОП САЩ | Луиз Бро | Патриша Канинг Тод Алехо Ръсел | 3 – 6, 6 – 1, 6 – 4 |